# هنرهای تجسمی کشور پرو

## معماری

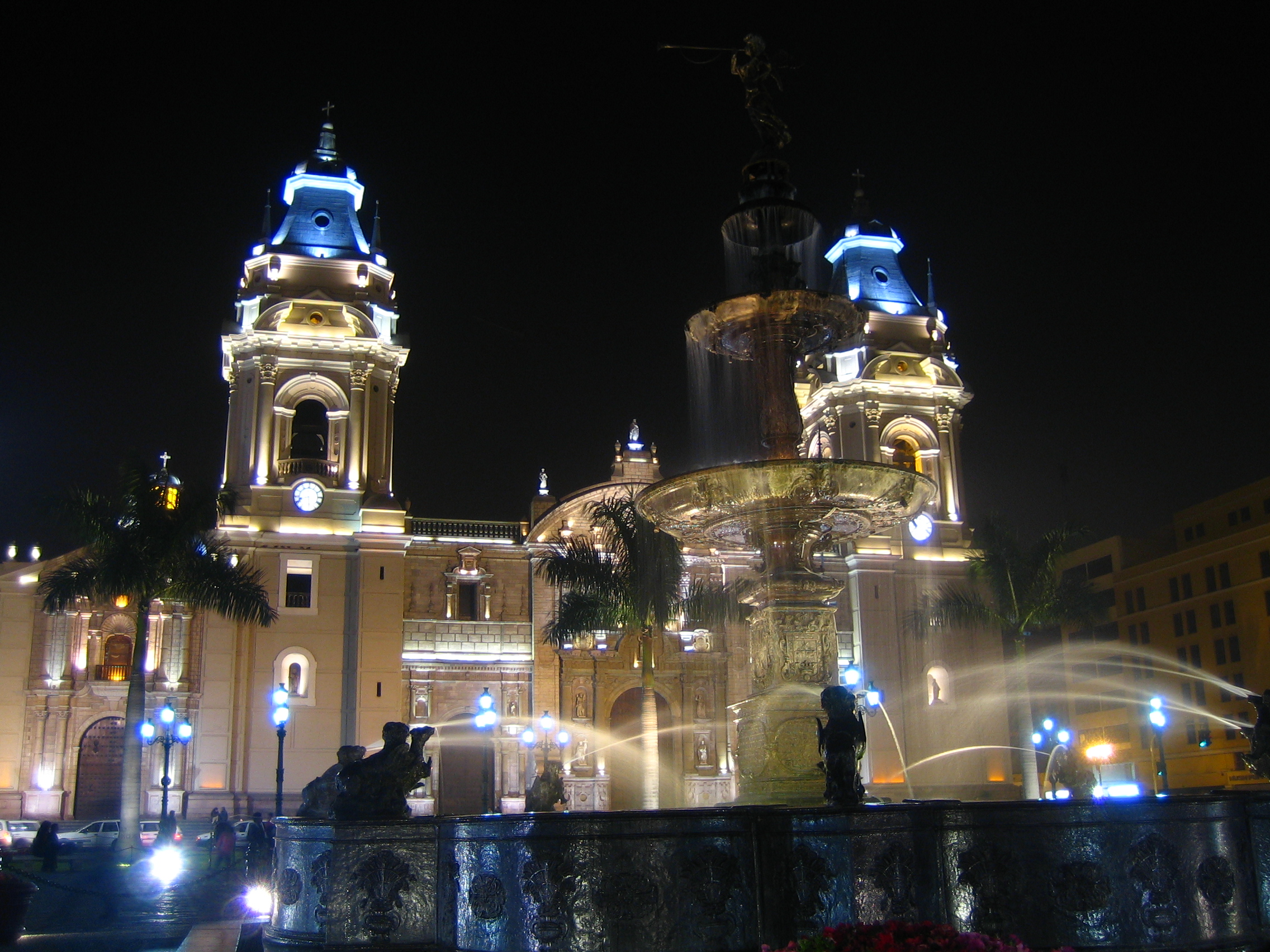
نمای کلیسای اعظم لیما مقابل میدان آرماس

معماری پرو پیوندی بین سبکهای اروپایی است که تحت تأثیر تصویر بومی عرضه شد. دو عدد از معروفترین نمونه‌های دوره رنسانس عبارتند از کلیسای اعظم و کلیسای سانتا کلارای کوزکو. پس از این دوره، دررگه شدن آن به یک نمای غنی تر در دوره باروک (معماری قرن ۱۷) می‌رسد. برخی از مثالهای این دوره باروک عبارتند از دیر سانفرانچسکو در لیما، کلیسای کمپانیاو عمارت دانشگاه ملی سن آنتونیو آباد در دانشگاه کوزکو و کلاً کلیساهای، کلیسای سن آگوستین و کلیسای سانتاروزا در آرکوئیپا، و نماهای زیباتر آن.
جنگ استقلال نوعی خلاء خلاقیت برجای گذارد که فقط  نئوکلاسیسیسم با الهام از فرانسه می‌توانست جای آن را پرکند.  قرن بیستم توسط مسلک گلچین سازی شناخته می‌شود، عملگرایی ساختمانی در مقابل آن قرار داشته‌است. چشمگیرترین نمونه از آن میدان سن مارتین در لیما می‌باشد.

## مجسمه سازی و نقاشی
مجسمه سازی و نقاشی در پرو تعریف خود را از آتلیه‌ها یی آغاز می‌کند که توسط راهب‌هایی یافت شده که شدیداً تحت تأثیر ه مکتب باروک شهر سویل (اسپانیا) قرار گرفته بودند. در این پیشینه، غرفه‌های گروه همخوانی کلیسای اعظم، آب نمای میدان اصلی در بخش لیما و بخش بزرگی از مصنوعات استعماری ثبت شده بودند.
دورگه شدن هنری بیشتر در نگارگری تشدید می‌شود. این دورگه شدن بدون ابهام، میراث بومی را گردآوری نموده و بدون کاستن از آن، تداوم تاریخی را عینیت می‌بخشد. شما می‌توانید این موضوع را در تصویر زندانی آتاهوآلپا، اثر دیگو دمورا یا در بوم‌های نقاشی نگارگران ایتالیایی ماتیو پرزدآلسیو و آنجلینو مدورو، یا اسپانیایی‌هایی چون فرانچسکو بجارانو و جی. دی. ایلسکاس و جی. رودریگز کریول مشاهده نمایید.
طی قرون هفدهم و هجدهم، سبک باروک در حوزه هنرهای پلاستیک نیز غالب شد. در قرن نوزدهم، سبک‌های فرانسوی روکوکو و نئوکلاسیک فرانسوی و جریانهای رمانتیک، بهترین عرضه کنندگان خود را در ال. مونته رو، ایگنسیو مرینو و فرانچسکو ماسیاس یافتند.
در قرن بیستم، تأسیس مدرسه هنرهای زیبای لیما (۱۹۱۹) موج شدیدی را در مجسمه سازی و نقاشی پرو در پی داشت. در مجسمه سازی، برخی نام‌های مهمی بوده‌اند مانند لوئیز آگورتو، ال. والدتارو، ژاکوئین روکاری، جی. پیکوئراس، آلبرتو گوسمیان، ویکتور دلفین و اف. سانچز. همچنین وجود افرادی مانند: دانیل هرناندز (نقاش) دانیل هرناندز، آر. گراو، چزار کوئیپس آسین و خوزه سابوگال در میان نگارگران. سابوگال رهبر نهضت بومی بوده‌اند. این جنبش یکی از تکیه گاه‌های نقاشی معاصر پرو بوده که اسامی بیشتر عرضه کنندگان آن به این شرح هستند: فرناندو سیزلو، آلبرتو داویلا، آرماندو ویلگاس، سابینو اسپرینگت، ویکتور هوماردا، ام.ای. کوآدروس، انجل چاوز، میلنر کاجاهوآرینگا، تیسلا تسوچیا، دیود هرسکوویتز، اسکار آلن و کارلوس رویلا.

## صنایع دستی
بین رایجترین حرف در پرو، حرفه‌های سرامیک (یا از نوع هنری یا کسب درآمد)، منبت چوب، نقره کاری، برجسته کاری، حصیربافی، و رشته نساجی، با تأکید بر بافته‌های رنگارنگ ساخته شده از پشم آلپاکا وجود دارند.

## منبع
ویکی‌پدیای انگلیسی